# Bošilec
Bošilec település Csehországban, a České Budějovice-i járásban. Bošilec Ponědrážka, Dynín, Dolní Bukovsko, Veselí nad Lužnicí és Sviny településekkel határos. Lakosainak száma 213 fő (2024. január 1.).

## Népesség
A település lakosságának változását az alábbi diagram mutatja:
| Lakosok száma | 459  | 460  | 438  | 299  | 267  | 192  | 208  | 202  | 208  | 213  |
|               | 1869 | 1890 | 1921 | 1950 | 1980 | 2001 | 2017 | 2019 | 2022 | 2024 |